# Чернобрюхий цветной трупиал
Чернобрюхий цветной трупиал (лат. Icterus wagleri) — вид воробьиных птиц из семейства трупиаловых. Видовое латинское название дано в честь немецкого зоолога Иоганна Ваглера (1800—1832). Выделяют два подвида.

## Распространение и среда обитания
Обитают на территории Сальвадора, Гватемалы, Гондураса, Мексики, Никарагуа и США. Естественной средой обитания являются тропические и субтропические сухие широколиственные леса, а также влажные субтропические или тропические леса, как равнинные, так и горные.

## Описание
Длина тела 20,5—23 см, масса 36,7—41,3 г. Самцы в среднем несколько тяжелее самок. У самцов номинативного подвида[какого?] голова, горло, верх груди и спины чёрные.

## Питание
Питаются насекомыми, другими членистоногими, а также фруктами и нектаром.

## Охранный статус
МСОП присвоил виду охранный статус LC.